# Le Perchay
Le Perchay ist eine französische Gemeinde mit 513 Einwohnern (Stand: 1. Januar 2022) im Département Val-d’Oise in der Region Île-de-France; sie gehört zum Arrondissement Pontoise und zum Kanton Pontoise (bis 2015: Kanton Vigny). Die Einwohner werden Perchois genannt.

## Geographie
Le Perchay liegt in der Landschaft Vexin français, etwa 13 Kilometer westnordwestlich von Pontoise und etwa 40 Kilometer nordwestlich von Paris. Umgeben wird Le Perchay von den Nachbargemeinden Moussy im Norden und Nordwesten, Santeuil im Nordosten, Us im Süden und Osten, Théméricourt im Südwesten sowie Commeny im Westen und Nordwesten.
Das gesamte Gemeindegebiet gehört zum Regionalen Naturpark Vexin français.

## Bevölkerungsentwicklung
| Jahr                      | 1962 | 1968 | 1975 | 1982 | 1990 | 1999 | 2006 | 2013 |
| Einwohner                 | 261  | 281  | 247  | 277  | 334  | 476  | 504  | 563  |
| Quelle: Cassini und INSEE |      |      |      |      |      |      |      |      |

## Sehenswürdigkeiten
- Kirche Sainte-Marie-Madeleine, im 11./12. Jahrhundert erbaut, Monument historique seit 1979
- Friedhofskreuz, Monument historique seit 1926

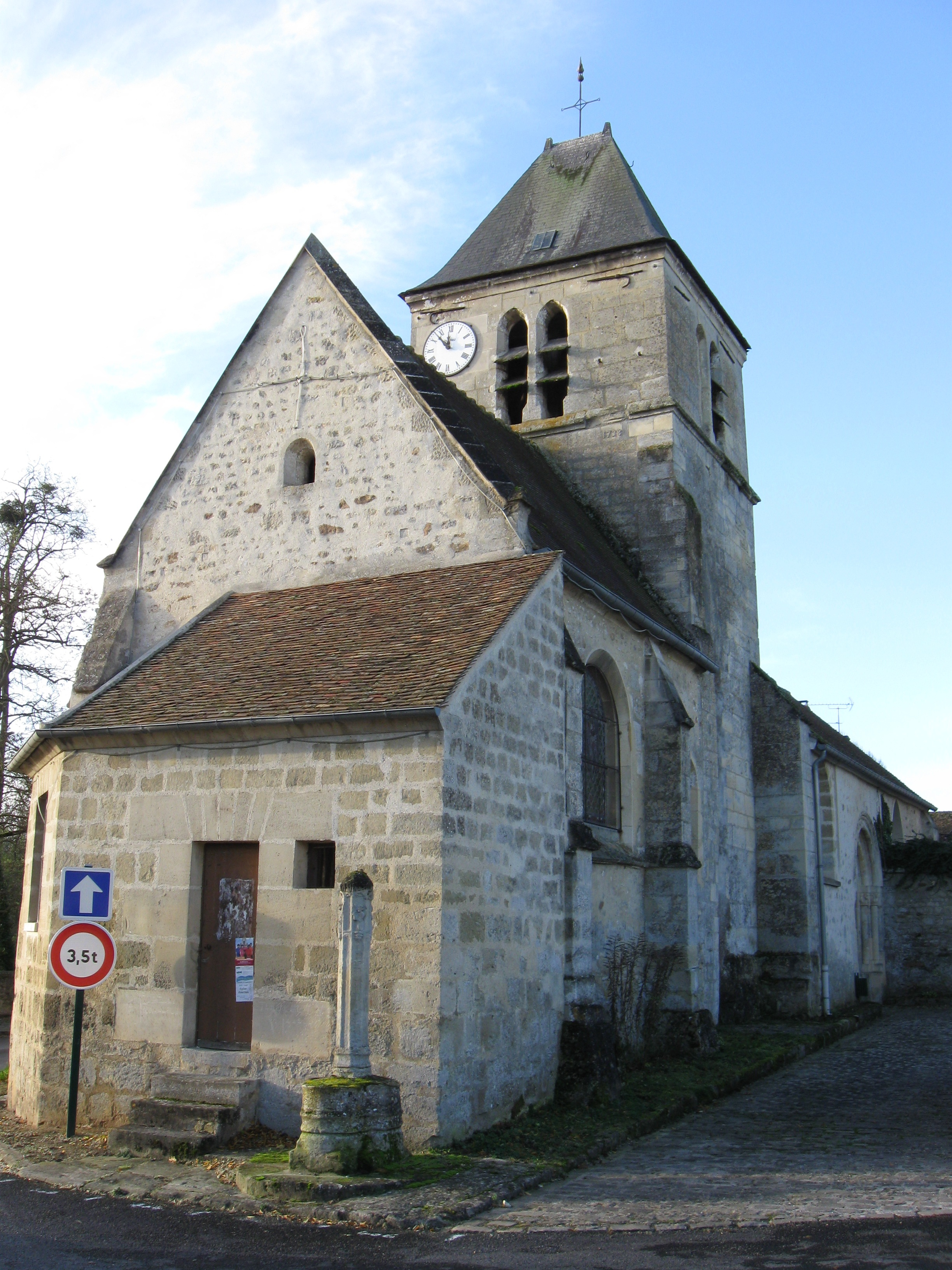
Kirche Sainte-Marie-Madeleine

- Taubenturm
- Waschhaus